# شمیلاو
شمیلاو (به آلمانی: Schmilau) یک شهر در آلمان است که در هرتسوگتوم لاونبورگ واقع شده‌است. شمیلاو ۶۱۱ نفر جمعیت دارد.